# Сери
Сери (итал. Serri) је насеље у Италији у округу Каљари, региону Сардинија.
Према процени из 2011. у насељу је живело 676 становника. Насеље се налази на надморској висини од 622 м.

## Становништво
Према резултатима пописа становништва 2011. у општини је живело 676 становника.
| 1931. | 1936. | 1951. | 1961. | 1971. | 1981. | 1991. | 2001. | 2011. |
| ----- | ----- | ----- | ----- | ----- | ----- | ----- | ----- | ----- |
| 855   | 902   | 1.014 | 978   | 876   | 859   | 816   | 760   | 676   |